# Bezirk Saulkrasti (2009–2021)
Der Bezirk Saulkrasti (Saulkrastu novads, deutsch Bezirk Neubad) war ein Bezirk in Lettland, der von 2009 bis 2021 existierte. Bei der Verwaltungsreform 2021 wurde der Bezirk in einen neuen, größeren Bezirk Saulkrasti überführt.

## Geographie
Das Bezirksgebiet lag im Norden des Landes östlich direkt an der Bucht von Riga.

## Bevölkerung
Im Zuge einer Verwaltungsreform im Jahr 2009 wurde die Stadt Saulkrasti (mit 3280 Einwohnern) zusammen mit ihrer Landgemeinde (2885 Einwohnern) zu einem Bezirk zusammengefasst. Am 1. Juli 2014 lebten hier insgesamt 6165 Einwohner.